# 전기차 무선충전 시스템
전기차 무선충전 시스템(영어: The Electric Vehicle Wireless Charging System)은 자기유도 원리를 이용한 무선충전 기술이다.

## 현황
2022년 2월 3일, 제네시스는 무선충전 서비스 상용화를 위해 시범 사업을 진행했다. 전기차 무선충전 시스템은 전기차가 충전 공간에 위치하면 설치된 컨버터를 통해 바닥의 자성체 패드에 전력을 공급하고, 차량 하단부의 자성체 패드와 공진을 통해 차량으로 전력을 전달한다. 전달된 전력은 차량 시스템의 컨버터를 통해 배터리에 저장된다. 충전 성능은 11kW로 제네시스 GV60 기준(77.4kWh)으로 약 8시간이 소요된다. 

## 같이 보기
- 현대자동차그룹
- 제네시스
- 무선 충전